# Josef Ondřej Liboslav Rettig
Josef Ondřej Liboslav Rettig, Sch.P. (8. března 1821 Ústí nad Orlicí – 1. července 1871 Nepomuk) byl český botanik, pedagog, člen piaristického řádu, příležitostný spisovatel a syn Magdaleny Dobromily Rettigové. Ačkoliv za svého života byl uznávanou vědeckou kapacitou a člen několika vědeckých společností, není známo mnoho z jeho publikační činnosti a znám je především jako pedagog (působil na piaristickém gymnáziu v Kroměříži a potom v Nepomuku). Známá je jeho veselohra Sňatek ze žertu.